# ميكي يانكوفيتش
ميكي يانكوفيتش مواليد 26 سبتمبر 1994 في بلغراد، صربيا والجبل الأسود، هو لاعب كرة مضرب صربي ويحتل حالياً المرتبة رقم. 311 (4 أبريل 2016) في تصنيف رابطة محترفي كرة المضرب. أعلى تصنيف له في الفردي كان المركز الـ 296 في سنة 2016. أعلى تصنيف له في الزوجي كان المركز الـ 646 في سنة 2016.

## روابط خارجية
- ميكي يانكوفيتش على موقع رابطة محترفي التنس (الإنجليزية)
- ميكي يانكوفيتش على موقع الاتحاد الدولي لكرة المضرب (الإنجليزية)
- ميكي يانكوفيتش على موقع خلاصة التنس.كوم (الإنجليزية)